# Yarrowite
La yarrowite è un minerale.